# Thrips pectinatus
Thrips pectinatus är en insektsart som beskrevs av Ian A. Hood 1932. Thrips pectinatus ingår i släktet Thrips och familjen smaltripsar. Inga underarter finns listade i Catalogue of Life.